# Kurt Moser (Mediziner)
Kurt Erich Moser (* 21. Juli 1895 in Wiburg, Großfürstentum Finnland; † 25. Juni 1982 in Stralsund) war ein deutscher Neurologe und Psychiater, der als Hochschullehrer und Krankenhausarzt wirkte.

## Leben
Nach Schulbesuch in Greifswald begann Moser ein Studium der Zahnmedizin an der Universität Königsberg, wechselte aber 1914 zum Studium der Humanmedizin an die Universität Greifswald. Im Ersten Weltkrieg diente er von 1915 bis 1919 beim Militär, zuletzt als Feldunterarzt.
Nach 1920 bestandenem Staatsexamen ging er an die von Ernst Meyer geleitete Psychiatrische Klinik an der Universität Königsberg. 1921 folgte die Doktorpromotion, 1926 die Berufung zum Oberarzt und 1928 die Habilitation. Als Ernst Meyer 1931 starb, wurde Moser bis 1932 mit der Lehrstuhlvertretung beauftragt. 1934 wurde er zum außerordentlichen Professor ernannt. 1936 zog er sich von der Universität zurück, blieb aber in Königsberg und eröffnete in eine Privatpraxis. In dieser Zeit war er im Nebenamt unter anderem von 1934 bis 1945 Jugendpsychiater der Provinz Ostpreußen. Von 1936 bis 1939 wurde er als NSDAP-Parteianwärter geführt, was aber nicht in eine Parteimitgliedschaft mündete. Im Zweiten Weltkrieg diente er 1939/1940 als Sanitätsoffizier.
Gegen Ende des Zweiten Weltkrieges floh er im Februar 1945 mit seiner Familie aus Königsberg und ging zunächst zurück nach Greifswald, 1946 dann nach Stralsund. Hier arbeitete er als Nervenarzt, ab 1957 als Chefarzt der Neurologischen Abteilung des Bezirkskrankenhauses Stralsund, ab 1961 als stellvertretender ärztlicher Direktor des Bezirkskrankenhauses. Parteimitglied wurde er wiederum nicht.
Kurt Moser war verheiratet. Aus der Ehe gingen drei Söhne hervor, darunter Jürgen Moser (* 1928; † 1999), der Mathematiker und Hochschullehrer wurde.

## Schriften
Moser veröffentlichte in den 1920er und 1930er Jahren zahlreiche Beiträge, unter anderem im Archiv für Psychiatrie und Nervenkrankheiten, in der Deutschen Medizinischen Wochenschrift und in der Deutschen Zeitschrift für Nervenheilkunde.